# Альтенберг-ан-дер-Ракс
Альтенберг-ан-дер-Ракс (нем. Altenberg an der Rax) — коммуна (нем. Gemeinde) в Австрии, в федеральной земле Штирия.
Входит в состав округа Брукк-Мюрццушлаг.  Население составляет 364 человека (на 31 декабря 2005 года). Занимает площадь 57,56 км². Официальный код  —  6 13 02.

## Политическая ситуация
Бургомистр общины — Бернхард Шриттвизер (АНП) по результатам выборов 2005 года.
Совет представителей общины (нем. Gemeinderat) состоит из 9 мест.
Распределение мест:
- АНП занимает 5 мест;
- СДПА занимает 4 места.